# 1.ª etapa del Giro de Italia 2022
La 1.ª etapa del Giro de Italia 2022 tuvo lugar el 6 de mayo de 2022 en Hungría con inicio en Budapest y final en Visegrád sobre un recorrido de 195 km. El vencedor fue el neerlandés Mathieu van der Poel del equipo Alpecin-Fenix, siendo además el primer líder de la prueba.

## Clasificación de la etapa
| Budapest - Visegrád | etapa llana | (195 km) |

| \| Clasificación de la etapa \| Clasificación de la etapa \| Clasificación de la etapa \| Clasificación de la etapa \| Clasificación de la etapa \| \| Ciclista \| Ciclista \| Equipo \| Tiempo \| \| \| ------------------------- \| ------------------------- \| ---------------------------------- \| ------------------------- \| ------------------------- \| \| 1.º \| Mathieu van der Poel \| Alpecin-Fenix \| 4 h 35 min 28 s \| \| \| 2.º \| Biniam Girmay \| Intermarché-Wanty-Gobert Matériaux \| + 0 s \| \| \| 3.º \| Pello Bilbao \| Bahrain Victorious \| + 0 s \| \| \| 4.º \| Magnus Cort \| EF Education-EasyPost \| + 0 s \| \| \| 5.º \| Wilco Kelderman \| Bora-Hansgrohe \| + 0 s \| \| \| 6.º \| Richard Carapaz \| Ineos Grenadiers \| + 0 s \| \| \| 7.º \| Bauke Mollema \| Trek-Segafredo \| + 0 s \| \| \| 8.º \| Diego Ulissi \| UAE Team Emirates \| + 0 s \| \| \| 9.º \| Andrea Vendrame \| AG2R Citroën Team \| + 4 s \| \| \| 10.º \| Mattias Skjelmose \| Trek-Segafredo \| + 4 s \| \| |                      |                                    |                 |
| |                      |                                    |                 |
| Fuente: ProCyclingStats |                      |                                    |                 |
| Clasificación de la etapa |                      |                                    |                 |
| Ciclista | Ciclista             | Equipo                             | Tiempo          |
| 1.º | Mathieu van der Poel | Alpecin-Fenix                      | 4 h 35 min 28 s |
| 2.º | Biniam Girmay        | Intermarché-Wanty-Gobert Matériaux | + 0 s           |
| 3.º | Pello Bilbao         | Bahrain Victorious                 | + 0 s           |
| 4.º | Magnus Cort          | EF Education-EasyPost              | + 0 s           |
| 5.º | Wilco Kelderman      | Bora-Hansgrohe                     | + 0 s           |
| 6.º | Richard Carapaz      | Ineos Grenadiers                   | + 0 s           |
| 7.º | Bauke Mollema        | Trek-Segafredo                     | + 0 s           |
| 8.º | Diego Ulissi         | UAE Team Emirates                  | + 0 s           |
| 9.º | Andrea Vendrame      | AG2R Citroën Team                  | + 4 s           |
| 10.º | Mattias Skjelmose    | Trek-Segafredo                     | + 4 s           |

## Clasificaciones al final de la etapa

### Clasificación general(Maglia Rosa)
| \| Clasificación general \| Clasificación general \| Clasificación general \| Clasificación general \| Clasificación general \| \| Ciclista \| Ciclista \| Equipo \| Tiempo \| \| \| --------------------- \| --------------------- \| ---------------------------------- \| --------------------- \| --------------------- \| \| 1.º \| Mathieu van der Poel \| Alpecin-Fenix \| 4 h 35 min 18 s \| \| \| 2.º \| Biniam Girmay \| Intermarché-Wanty-Gobert Matériaux \| + 4 s \| \| \| 3.º \| Pello Bilbao \| Bahrain Victorious \| + 6 s \| \| \| 4.º \| Magnus Cort \| EF Education-EasyPost \| + 10 s \| \| \| 5.º \| Wilco Kelderman \| Bora-Hansgrohe \| + 10 s \| \| \| 6.º \| Richard Carapaz \| Ineos Grenadiers \| + 10 s \| \| \| 7.º \| Bauke Mollema \| Trek-Segafredo \| + 10 s \| \| \| 8.º \| Diego Ulissi \| UAE Team Emirates \| + 10 s \| \| \| 9.º \| Andrea Vendrame \| AG2R Citroën Team \| + 14 s \| \| \| 10.º \| Mattias Skjelmose \| Trek-Segafredo \| + 14 s \| \| |                      |                                    |                 |
| |                      |                                    |                 |
| Fuente: ProCyclingStats |                      |                                    |                 |
| Clasificación general |                      |                                    |                 |
| Ciclista | Ciclista             | Equipo                             | Tiempo          |
| 1.º | Mathieu van der Poel | Alpecin-Fenix                      | 4 h 35 min 18 s |
| 2.º | Biniam Girmay        | Intermarché-Wanty-Gobert Matériaux | + 4 s           |
| 3.º | Pello Bilbao         | Bahrain Victorious                 | + 6 s           |
| 4.º | Magnus Cort          | EF Education-EasyPost              | + 10 s          |
| 5.º | Wilco Kelderman      | Bora-Hansgrohe                     | + 10 s          |
| 6.º | Richard Carapaz      | Ineos Grenadiers                   | + 10 s          |
| 7.º | Bauke Mollema        | Trek-Segafredo                     | + 10 s          |
| 8.º | Diego Ulissi         | UAE Team Emirates                  | + 10 s          |
| 9.º | Andrea Vendrame      | AG2R Citroën Team                  | + 14 s          |
| 10.º | Mattias Skjelmose    | Trek-Segafredo                     | + 14 s          |

### Clasificación por puntos(Maglia Ciclamino)
| Clasificación por puntos | Clasificación por puntos | Clasificación por puntos           | Clasificación por puntos | Clasificación por puntos |
| Ciclista                 | Ciclista                 | Equipo                             | Puntos                   |                          |
| ------------------------ | ------------------------ | ---------------------------------- | ------------------------ | ------------------------ |
| 1.º                      | Mathieu van der Poel     | Alpecin-Fenix                      | 50 pts                   |                          |
| 2.º                      | Biniam Girmay            | Intermarché-Wanty-Gobert Matériaux | 35 pts                   |                          |
| 3.º                      | Pello Bilbao             | Bahrain Victorious                 | 25 pts                   |                          |
| 4.º                      | Magnus Cort              | EF Education-EasyPost              | 18 pts                   |                          |
| 5.º                      | Wilco Kelderman          | Bora-Hansgrohe                     | 14 pts                   |                          |
| 6.º                      | Richard Carapaz          | Ineos Grenadiers                   | 12 pts                   |                          |
| 7.º                      | Filippo Tagliani         | Drone Hopper-Androni Giocattoli    | 12 pts                   |                          |
| 8.º                      | Bauke Mollema            | Trek-Segafredo                     | 10 pts                   |                          |
| 9.º                      | Diego Ulissi             | UAE Team Emirates                  | 8 pts                    |                          |
| 10.º                     | Mattia Bais              | Drone Hopper-Androni Giocattoli    | 8 pts                    |                          |

### Clasificación de la montaña(Maglia Azzurra)
| Clasificación de la montaña | Clasificación de la montaña | Clasificación de la montaña        | Clasificación de la montaña | Clasificación de la montaña |
| Ciclista                    | Ciclista                    | Equipo                             | Puntos                      |                             |
| --------------------------- | --------------------------- | ---------------------------------- | --------------------------- | --------------------------- |
| 1.º                         | Mathieu van der Poel        | Alpecin-Fenix                      | 3 pts                       |                             |
| 2.º                         | Biniam Girmay               | Intermarché-Wanty-Gobert Matériaux | 2 pts                       |                             |
| 3.º                         | Pello Bilbao                | Bahrain Victorious                 | 1 pt                        |                             |

### Clasificación de los jóvenes(Maglia Bianca)
| Clasificación del mejor joven | Clasificación del mejor joven | Clasificación del mejor joven      | Clasificación del mejor joven | Clasificación del mejor joven |
| Ciclista                      | Ciclista                      | Equipo                             | Tiempo                        |                               |
| ----------------------------- | ----------------------------- | ---------------------------------- | ----------------------------- | ----------------------------- |
| 1.º                           | Biniam Girmay                 | Intermarché-Wanty-Gobert Matériaux | 4 h 35 min 22 s               |                               |
| 2.º                           | Mattias Skjelmose             | Trek-Segafredo                     | + 10 s                        |                               |
| 3.º                           | Jhonatan Narváez              | Ineos Grenadiers                   | + 10 s                        |                               |
| 4.º                           | João Almeida                  | UAE Team Emirates                  | + 10 s                        |                               |
| 5.º                           | Ben Tulett                    | Ineos Grenadiers                   | + 10 s                        |                               |
| 6.º                           | Mauri Vansevenant             | Quick-Step Alpha Vinyl             | + 10 s                        |                               |
| 7.º                           | Felix Gall                    | AG2R Citroën Team                  | + 10 s                        |                               |
| 8.º                           | Mauro Schmid                  | Quick-Step Alpha Vinyl             | + 10 s                        |                               |
| 9.º                           | Attila Valter                 | Groupama-FDJ                       | + 10 s                        |                               |
| 10.º                          | Santiago Buitrago             | Bahrain Victorious                 | + 10 s                        |                               |

### Clasificación por equipos"Súper team"
| Clasificación por equipos | Clasificación por equipos          | Clasificación por equipos | Clasificación por equipos |
| Equipo                    | Equipo                             | Tiempo                    |                           |
| ------------------------- | ---------------------------------- | ------------------------- | ------------------------- |
| 1.º                       | Ineos Grenadiers                   | 13 h 46 min 32 s          |                           |
| 2.º                       | UAE Team Emirates                  | + 0 s                     |                           |
| 3.º                       | Trek-Segafredo                     | + 0 s                     |                           |
| 4.º                       | Bora-Hansgrohe                     | + 0 s                     |                           |
| 5.º                       | Bahrain Victorious                 | + 0 s                     |                           |
| 6.º                       | Astana Qazaqstan Team              | + 4 s                     |                           |
| 7.º                       | Jumbo-Visma                        | + 4 s                     |                           |
| 8.º                       | AG2R Citroën Team                  | + 12 s                    |                           |
| 9.º                       | Intermarché-Wanty-Gobert Matériaux | + 15 s                    |                           |
| 10.º                      | Quick-Step Alpha Vinyl             | + 19 s                    |                           |

## Abandonos
Ninguno.